# Rhinocorne et ses évolutions
Rhinocorne (サイホーン, Sihorn, dans les versions originales en japonais) et ses évolutions, Rhinoféros (サイドン, Sidon) et Rhinastoc (ドサイドン, Dosidon), sont trois espèces de Pokémon.

## Création
Propriété de Nintendo, la franchise Pokémon est apparue au Japon en 1996 avec les jeux vidéo Pocket Monsters Vert et Pocket Monsters Rouge. Son concept de base est la capture et l'entraînement de créatures appelées Pokémon, afin de leur faire affronter ceux d'autres dresseurs de Pokémon. Chaque Pokémon possède un ou deux types – tels que l'eau, le feu ou la plante – qui déterminent ses faiblesses et ses résistances au combat. En s'entraînant, ils apprennent de nouvelles attaques et peuvent évoluer en un autre Pokémon.
La conception de Rhinocorne et Rhinoféros est l'œuvre, comme pour la plupart des Pokémon, de l'équipe chargée du développement des personnages au sein du studio Game Freak. Leur apparence est finalisée par Ken Sugimori pour la première génération des jeux Pokémon, Pokémon Rouge et Pokémon Vert, sortis à l'extérieur du Japon sous les titres de Pokémon Rouge et Pokémon Bleu,.
Rhinoféros est le tout premier Pokémon créé : il figure ainsi aux côtés du héros dans le projet de manga Capsule Monsters, aux origines de Pokémon. L'idée est alors que chaque créature doit avoir une fonction précise pour aider leur dresseur : dans le cas de Rhinoféros, il s'agit de déplacer de lourdes charges (ce qui constituera finalement la capacité « Force »),. Il est également le premier Pokémon à être finalisé lors du développement de Pokémon Rouge et Bleu. Les statues récurrentes de Rhinoféros dans Pokémon Rouge et Bleu sont un hommage à cette origine.
Le nom de Rhinocorne provient des mots « rhinocéros » et « corne ». Le nom de Rhinoféros provient des mots « rhinocéros » et « féroce ».

## Description

### Rhinocorne
Rhinocorne est un Pokémon de type roche et sol. Il ressemble à un rhinocéros de pierre. Il a une ossature 1 000 fois plus résistante que celle de l'homme. Il a cependant un gros défaut : son cerveau est peu développé. Il oublie toujours pourquoi il a commencé à charger. Ses petites pattes ne lui permettent pas de tourner en chargeant ; une fois lancé seul l'épuisement l'arrête. Il occupe la cent-onzième place du Pokédex.

### Rhinoféros
Rhinoféros est l'évolution de Rhinocorne. Rhinoféros est un Pokémon de type roche et sol. Il ressemble à un rhinocéros de pierre, comme Rhinocorne, mais Rhinoféros est bipède. Sa corne peut tournoyer comme un foret. Il est bien plus intelligent que Rhinocorne. Sa peau peut résister à la lave. Depuis qu'il est bipède son cerveau est plus gros donc il est plus intelligent. Il occupe la cent-douzième place du Pokédex.
Il évolue en tenant l'objet Protecteur et en l'échangeant.

### Rhinastoc
Rhinastoc est un Pokémon de type roche et sol. Il est l'évolution de Rhinoféros depuis la quatrième génération. Il occupe la quatre-cent-soixante-quatrième place du Pokédex. Grâce à l'objet《protecteur》(qu'il possède depuis son évolution), la plaque osseuse qu'il a sur lui le protège même du magma.

## Apparitions

### Jeux vidéo
Rhinocorne, Rhinoféros et Rhinastoc apparaissent dans la série de jeux vidéo Pokémon. Rhinocorne et Rhinoféros apparaissent pour la première fois dans pokémon rouge et vert (Japon) et dans pokémon rouge et bleu (Europe et aux États-Unis) quant à Rhinastoc dans pokémon diamant et perle. D'abord en japonais, puis traduits en plusieurs autres langues, ces jeux ont été vendus à près de 200 millions d'exemplaires à travers le monde. Rhinoféros est notamment utilisé par Giovani, le boss de la Team Rocket.

### Série animée et films
La série télévisée Pokémon et les films qui en sont issus narrent les aventures d'un jeune dresseur de Pokémon du nom de Sacha, qui voyage à travers le monde pour affronter d'autres dresseurs ; l'intrigue est souvent distincte de celle des jeux vidéo. Rhinoféros apparait dans le premier film de l'animé comme étant un Pokémon d'un dresseur élite.